# Guillaume Karrer
Guillaume Karrer (né le 26 février 1981 à Paris en France) est un joueur français de hockey sur glace,.

## Carrière de joueur
Après avoir joué avec le Collège Charles Lemoyne de la Ligue de hockey midget AAA, il rejoint les Saguenéens de Chicoutimi dans la Ligue de hockey junior majeur du Québec.
Après une saison avec les Bombers de Flin Flon de la Ligue de hockey junior de la Saskatchewan, il commence sa carrière professionnelle en 2002 avec les River Otters du Missouri de la United Hockey League.
En 2004-2005, il se joint au Gothiques d'Amiens de la Ligue Magnus. Il joue ensuite avec les Orques d'Anglet et les Ducs de Dijon.
Lors de la saison 2007-2008, il joue avec le Boomerang de Charlevoix de la Ligue centrale de hockey (LCH-AAA), en plus de jouer un match avec le Top Design de Saint-Hyacinthe de la Ligue nord-américaine de hockey.
Il passe ensuite la saison 2008-2009 avec le CIMT de Rivière-du-Loup.
Il joue ensuite deux saisons avec les Canonniers de Saint-Césaire de la Ligue de hockey sénior du Richelieu, puis une saison avec le Sleeman de Saint-Césaire de la Ligue de hockey sénior des Cantons-de-l'Est.
Il évolue ensuite avec le Plaza de Marieville et les Maroons de Waterloo.

## Statistiques
Pour les significations des abréviations, voir Statistiques du hockey sur glace.
| Saison    | Équipe                        | Ligue        |    | Saison régulière | Saison régulière | Saison régulière | Saison régulière | Saison régulière |   | Séries éliminatoires | Séries éliminatoires | Séries éliminatoires | Séries éliminatoires | Séries éliminatoires |
| Saison    | Équipe                        | Ligue        | PJ | B                | A                | Pts              | Pun              | PJ               | B | A                    | Pts                  | Pun                  |                      |                      |
| 1998-1999 | Saguenéens de Chicoutimi      | LHJMQ        | 45 | 5                | 17               | 22               | 57               | -                | - | -                    | -                    | -                    |                      |                      |
| 1999-2000 | Saguenéens de Chicoutimi      | LHJMQ        | 66 | 6                | 24               | 30               | 139              | -                | - | -                    | -                    | -                    |                      |                      |
| 2000-2001 | Saguenéens de Chicoutimi      | LHJMQ        | 58 | 10               | 16               | 26               | 119              | -                | - | -                    | -                    | -                    |                      |                      |
| 2001-2002 | Bombers de Flin Flon          | LHJS         | 33 | 3                | 12               | 15               | 116              |                  |   |                      |                      |                      |                      |                      |
| 2002-2003 | River Otters du Missouri      | UHL          | 49 | 3                | 7                | 10               | 90               | 3                | 0 | 0                    | 0                    | 14                   |                      |                      |
| 2003-2004 | Royaux de Sorel               | LHSMQ        | 39 | 2                | 15               | 17               | 47               | 6                | 0 | 1                    | 1                    | 2                    |                      |                      |
| 2004-2005 | Gothiques d'Amiens            | Ligue Magnus | 24 | 3                | 7                | 10               | 22               | 5                | 0 | 0                    | 0                    | 6                    |                      |                      |
| 2005-2006 | Orques d'Anglet               | Ligue Magnus | 25 | 6                | 8                | 14               | 82               | 2                | 0 | 0                    | 0                    | 2                    |                      |                      |
| 2006-2007 | Orques d'Anglet               | Ligue Magnus | 3  | 0                | 1                | 1                | 10               | -                | - | -                    | -                    | -                    |                      |                      |
| 2006-2007 | Ducs de Dijon                 | Ligue Magnus | 24 | 7                | 7                | 14               | 90               | 2                | 2 | 0                    | 2                    | 4                    |                      |                      |
| 2007-2008 | Top Design de Saint-Hyacinthe | LNAH         | 1  | 0                | 0                | 0                | 0                | -                | - | -                    | -                    | -                    |                      |                      |
| 2007-2008 | Boomerang de Charlevoix       | LCH-AAA      | 31 | 8                | 24               | 32               | 22               | 12               | 1 | 4                    | 5                    | 22                   |                      |                      |
| 2008-2009 | CIMT de Rivière-du-Loup       | LNAH         | 31 | 1                | 8                | 9                | 40               | -                | - | -                    | -                    | -                    |                      |                      |
| 2009-2010 | Canonniers de Saint-Césaire   | LHSR         | 8  | 3                | 1                | 4                | 27               | 3                | 1 | 2                    | 3                    | 4                    |                      |                      |
| 2010-2011 | Canonniers de Saint-Césaire   | LHSR         | 13 | 7                | 5                | 12               | 26               | -                | - | -                    | -                    | -                    |                      |                      |
| 2011-2012 | Sleeman de Saint-Césaire      | LHSCE        | 9  | 4                | 4                | 8                | 31               | 2                | 1 | 0                    | 1                    | 0                    |                      |                      |
| 2012-2013 | Plaza de Marieville           | LHSCE        | 10 | 4                | 4                | 8                | 17               | -                | - | -                    | -                    | -                    |                      |                      |
| 2013-2014 | Maroons de Waterloo           | LHSCE        | 4  | 1                | 2                | 3                | 2                | 6                | 1 | 6                    | 7                    | 4                    |                      |                      |
| 2014-2015 | Maroons de Waterloo           | LHSCE        |    | 17               | 4                | 9                | 13               | 58               |   | 14                   | 2                    | 9                    | 11                   | 22                   |
| 2015-2016 | Maroons de Waterloo           | LHSAM        |    | 6                | 1                | 8                | 9                | 0                |   | 11                   | 3                    | 7                    | 10                   | 26                   |

## Carrière internationale
Il a représenté l'Équipe de France de hockey sur glace en sélection senior.

### Statistiques
| Année | Équipe | Compétition        |   | PJ | B | A | Pts | Pun                  |  | Résultats |
| 2005  | France | Qualification J.O. | 6 | 1  | 3 | 4 | 6   |                      |  |           |
| 2005  | France | CM D1B             | 5 | 1  | 1 | 2 | 4   | 2e de la division 1B |  |           |
| 2006  | France | CM D1A             | 5 | 0  | 2 | 2 | 0   | 2e de la division 1A |  |           |

## Trophées et honneurs personnels
- 2007-2008 : élu défenseur droit sur l'équipe d'étoiles de la Ligue centrale de hockey (LCH-AAA).